# Voutré
Voutré ist eine französische Gemeinde mit 905 Einwohnern (Stand: 1. Januar 2022) im Département Mayenne in der Region Pays de la Loire. Sie gehört zum Arrondissement Mayenne und zum Kanton Évron. Die Einwohner werden Voutréens genannt.

## Geographie
Voutré liegt etwa 26 Kilometer ostnordöstlich von Laval. Durch die Gemeinde fließt die Erve. Umgeben wird Voutré von den Nachbargemeinden Assé-le-Bérenger im Norden, Saint-Georges-sur-Erve im Norden und Nordosten, Vimarcé im Nordosten, Rouessé-Vassé im Osten, Torcé-Viviers-en-Charnie im Süden, Sainte-Suzanne im Südwesten sowie Évron im Westen und Nordwesten.

## Bevölkerungsentwicklung
| Jahr                       | 1962 | 1968 | 1975 | 1982 | 1990 | 1999 | 2006 | 2019 |
| Einwohner                  | 1093 | 1064 | 980  | 915  | 819  | 821  | 856  | 924  |
| Quellen: Cassini und INSEE |      |      |      |      |      |      |      |      |

## Wirtschaft und Infrastruktur
Im Osten des Gemeindegebiets betreibt die Société des Carrières de l’Ouest einen Steinbruch.

### Verkehr
Der Bahnhof der Gemeinde liegt an der Bahnstrecke Paris–Brest und wird im Regionalverkehr mit TER-Zügen bedient.

## Sehenswürdigkeiten
- Dolmen des Îles, seit 1978 Monument historique
- Kirche Saint-Pierre aus dem 19. Jahrhundert
- Kapelle Les Trois Poiriers aus dem 18. Jahrhundert

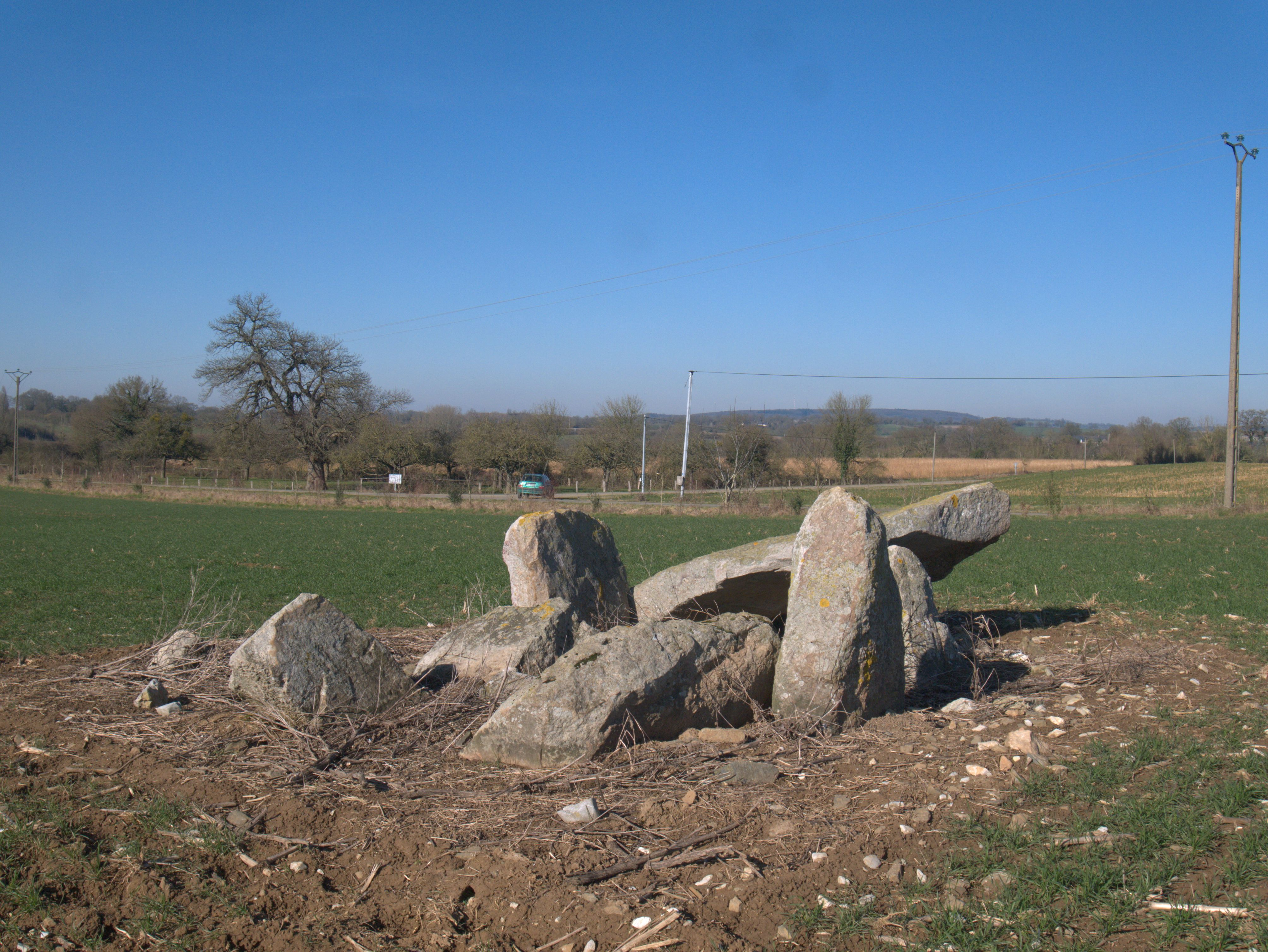
Dolmen des Îles
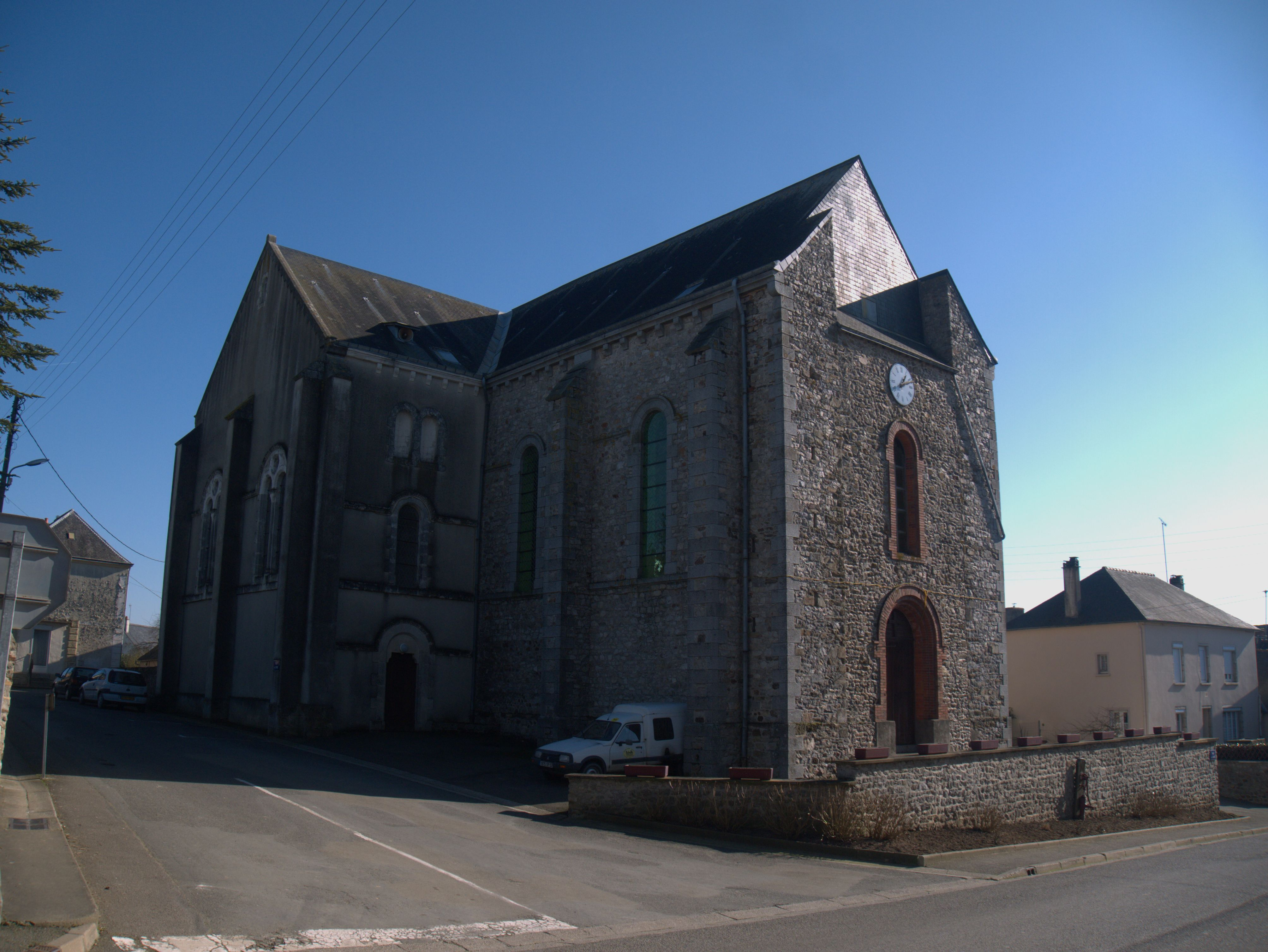
Kirche Saint-Pierre
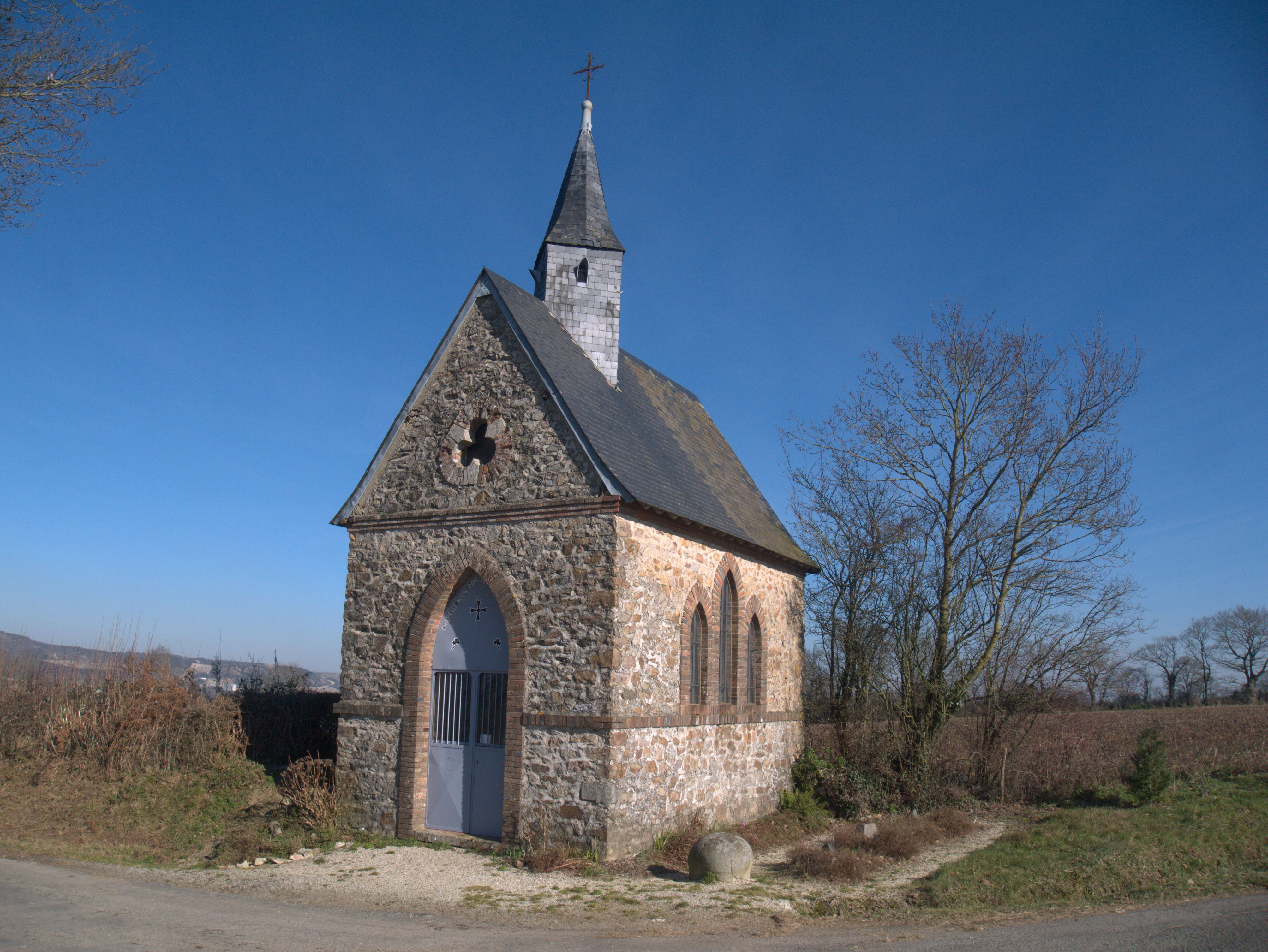
Kapelle Les Trois Poiriers